# Tour de Ski 2013/2014
Tour de Ski 2013/2014 – ósma edycja prestiżowej imprezy w biegach narciarskich, która odbyła się w dniach 28 grudnia 2013–5 stycznia 2014 na terenie Niemiec, Włoch i Szwajcarii. Obrońcami tytułów z poprzedniej edycji byli Polka Justyna Kowalczyk (ostatecznie nie stanęła na starcie) oraz Rosjanin Aleksandr Legkow.

## Klasyfikacja generalna

### Kobiety
| Miejsce | Imię i nazwisko     | Narodowość        | Oberhof Msc./Pkt | Oberhof Msc./Pkt | Lenzerheide Msc./Pkt | Lenzerheide Msc./Pkt | Toblach Msc./Pkt | Val di Fiemme Msc./Pkt | Val di Fiemme Msc./Pkt | Tour-Punkty | PŚ-punkty razem |
| ------- | ------------------- | ----------------- | ---------------- | ---------------- | -------------------- | -------------------- | ---------------- | ---------------------- | ---------------------- | ----------- | --------------- |
| 1       | Therese Johaug      | Norwegia          | 11/24 p.         | 7/32 p.          | 24/7 p.              | 3/43 p.              | 2/46 p.          | 1/50 p.                | 1/50 p.                | 400         | 652             |
| 2       | Astrid Jacobsen     | Norwegia          | 2/46 p.          | 26/5 p.          | 2/46 p.              | 2/46 p.              | 1/50 p.          | 2/46 p.                | 2/46 p.                | 320         | 605             |
| 3       | Heidi Weng          | Norwegia          | 14/18 p.         | 35/0 p.          | 12/22 p.             | 4/40 p.              | 8/30 p.          | 6/34 p.                | 4/40 p.                | 240         | 424             |
| 4       | Krista Lähteenmäki  | Finlandia         | 16/15 p.         | 23/8 p.          | 14/18 p.             | 13/20 p.             | 5/37 p.          | 5/37 p.                | 6/34 p.                | 200         | 369             |
| 5       | Kerttu Niskanen     | Finlandia         | 10/26 p.         | 19/12 p.         | 16/15 p.             | 1/50 p.              | 4/40 p.          | 4/40 p.                | 8/30 p.                | 180         | 393             |
| 6       | Anne Kyllönen       | Finlandia         | 6/34 p.          | 8/30 p.          | 7/32 p.              | 6/34 p.              | 3/43 p.          | 3/43 p.                | 22/9 p.                | 160         | 385             |
| 7       | Liz Stephen         | Stany Zjednoczone | 34/0 p.          | 33/0 p.          | 44/0 p.              | 26/5 p.              | 12/22 p.         | 21/10 p.               | 3/43 p.                | 144         | 224             |
| 8       | Eva Nývltová        | Czechy            | 12/22 p.         | 24/7 p.          | 20/11 p.             | 7/32 p.              | 6/34 p.          | 23/8 p.                | 11/24 p.               | 128         | 266             |
| 9       | Aino-Kaisa Saarinen | Finlandia         | 7/32 p.          | 14/18 p.         | 22/9 p.              | 5/37 p.              | 9/28 p.          | 7/32 p.                | 9/28 p.                | 116         | 300             |
| 10      | Masako Ishida       | Japonia           | 66/0 p.          | 68/0 p.          | 50/0 p.              | 21/10 p.             | 18/13 p.         | 8/30 p.                | 5/37 p.                | 104         | 194             |

### Mężczyźni
| Miejsce | Imię i nazwisko        | Narodowość | Oberhof Msc./Pkt | Oberhof Msc./Pkt | Lenzerheide Msc./Pkt | Lenzerheide Msc./Pkt | Toblach Msc./Pkt | Val di Fiemme Msc./Pkt | Val di Fiemme Msc./Pkt | Tour-Punkty | PŚ-punkty razem |
| ------- | ---------------------- | ---------- | ---------------- | ---------------- | -------------------- | -------------------- | ---------------- | ---------------------- | ---------------------- | ----------- | --------------- |
| 1       | Martin Johnsrud Sundby | Norwegia   | 6/34 p.          | 3/43 p.          | 3/43 p.              | 14/18 p.             | 1/50 p.          | 2/46 p.                | 14/18 p.               | 400         | 652             |
| 2       | Chris Jespersen        | Norwegia   | 3/43 p.          | 30/1 p.          | 54/0 p.              | 11/24 p.             | 6/34 p.          | 3/43 p.                | 1/50 p.                | 320         | 515             |
| 3       | Johannes Dürr          | Austria    | 46/0 p.          | 64/0 p.          | 76/0 p.              | 32/0 p.              | 6/34 p.          | 8/30 p.                | 1/50 p.                | 240         | 354             |
| 3       | Petter Northug         | Norwegia   | 25/6 p.          | 6/34 p.          | 7/32 p.              | 15/16 p.             | 2/46 p.          | 1/50 p.                | 35/0 p.                | 240         | 424             |
| 4       | Sjur Røthe             | Norwegia   | 54/0 p.          | 45/0 p.          | 60/0 p.              | 9/28 p.              | 10/26 p.         | 4/40 p.                | 2/46 p.                | 200         | 340             |
| 5       | Aleksandr Legkow       | Rosja      | 17/14 p.         | 9/28 p.          | 37/0 p.              | 22/9 p.              | 5/37 p.          | 17/14 p.               | 17/14 p.               | 180         | 296             |
| 6       | Tord Asle Gjerdalen    | Norwegia   | 57/0 p.          | 36/0 p.          | 63/0 p.              | 31/0 p.              | 9/28 p.          | 13/20 p.               | 7/32 p.                | 160         | 240             |
| 7       | Ilja Czernousow        | Rosja      | 4/40 p.          | 19/12 p.         | 9/28 p.              | 10/26 p.             | 7/32 p.          | 9/28 p.                | 30/1 p.                | 144         | 311             |
| 8       | Calle Halfvarsson      | Szwecja    | 16/15 p.         | 1/50 p.          | 6/34 p.              | 25/6 p.              | 4/40 p.          | 10/26 p.               | 36/0 p.                | 128         | 299             |
| 9       | Didrik Tønseth         | Norwegia   | 46/0 p.          | 37/0 p.          | 48/0 p.              | 23/8 p.              | 13/20 p.         | 7/32 p.                | 22/9 p.                | 116         | 185             |
| 10      | Martin Jakš            | Czechy     | 12/22 p.         | 43/0 p.          | 19/12 p.             | 18/13 p.             | 16/15 p.         | 25/6 p.                | 12/22 p.               | 104         | 194             |

## Czołówki zawodów

### Kobiety
| Lp | Data            | Miejscowość   | Dystans                           | 1. miejsce               | 2. miejsce      | 3. miejsce               |
| -- | --------------- | ------------- | --------------------------------- | ------------------------ | --------------- | ------------------------ |
| 1. | 28 grudnia 2013 | Oberhof       | 3 km s. dowolnym (prolog)         | Marit Bjørgen            | Astrid Jacobsen | Sylwia Jaśkowiec         |
| 2. | 29 grudnia 2013 | Oberhof       | Sprint s. dowolnym                | Hanna Erikson            | Denise Herrmann | Ingvild Flugstad Østberg |
| 3. | 31 grudnia 2013 | Lenzerheide   | Sprint s. dowolnym                | Ingvild Flugstad Østberg | Astrid Jacobsen | Denise Herrmann          |
| 4. | 1 stycznia 2014 | Lenzerheide   | 10 km s. klasycznym (bieg masowy) | Kerttu Niskanen          | Astrid Jacobsen | Therese Johaug           |
| 5. | 3 stycznia 2014 | Toblach       | 15 km s. dowolnym (handicap)      | Astrid Jacobsen          | Therese Johaug  | Anne Kyllönen            |
| 6. | 4 stycznia 2014 | Val di Fiemme | 5 km s. klasycznym                | Therese Johaug           | Astrid Jacobsen | Anne Kyllönen            |
| 7. | 5 stycznia 2014 | Val di Fiemme | 9 km s. dowolnym (handicap)       | Therese Johaug           | Astrid Jacobsen | Liz Stephen              |

### Mężczyźni
| Lp | Data            | Miejscowość   | Dystans                           | 1. miejsce             | 2. miejsce             | 3. miejsce             |
| -- | --------------- | ------------- | --------------------------------- | ---------------------- | ---------------------- | ---------------------- |
| 1. | 28 grudnia 2013 | Oberhof       | 4,5 km s. dowolnym (prolog)       | Alex Harvey            | Devon Kershaw          | Chris Jespersen        |
| 2. | 29 grudnia 2013 | Oberhof       | Sprint s. dowolnym                | Calle Halfvarsson      | Federico Pellegrino    | Martin Johnsrud Sundby |
| 3. | 31 grudnia 2013 | Lenzerheide   | Sprint s. dowolnym                | Simi Hamilton          | Alex Harvey            | Martin Johnsrud Sundby |
| 4. | 1 stycznia 2014 | Lenzerheide   | 15 km s. klasycznym (bieg masowy) | Aleksiej Połtoranin    | Hannes Dotzler         | Stanisław Wołżencew    |
| 5. | 3 stycznia 2014 | Toblach       | 35 km s. dowolnym (handicap)      | Martin Johnsrud Sundby | Petter Northug         | Alex Harvey            |
| 6. | 4 stycznia 2014 | Val di Fiemme | 10 km s. klasycznym               | Petter Northug         | Martin Johnsrud Sundby | Chris Jespersen        |
| 7. | 5 stycznia 2014 | Val di Fiemme | 9 km s. dowolnym (handicap)       | Chris Jespersen        | Sjur Røthe             | Ivan Babikov           |

## Przebieg zawodów
28 grudnia 2013 roku zostanie rozegrany prolog (3 km stylem dowolnym wśród kobiet oraz 4,5 km tym samym stylem wśród mężczyzn). Następnego dnia zawodniczki i zawodnicy rywalizować będą na trasie sprinterskiej stylem dowolnym (wcześniej planowane było 10 km stylem klasycznym dla kobiet i 15 km stylem klasycznym dla mężczyzn z handicapem). Zakończą one rywalizację w Niemczech. Kolejnym punktem TdS 2012/13 będą zawody w szwajcarskim Lenzerheide. 31 grudnia 2013 odbędzie się sprint stylem dowolnym. A w Nowy Rok kobiety rywalizować będą na trasie 10 km stylem klasycznym a mężczyźni na trasie 15 km stylem klasycznym. 3 stycznia 2013 roku zawody odbędą się we włoskich Toblach. Rywalizowano będzie w biegu stylem dowolnym na 15 km kobiet i 35 km mężczyzn. Ostatnie dwa konkursy odbędą się w Val di Fiemme. Pierwszy to styl klasyczny na dystansie 5 km (kobiet) i 10 km (mężczyzn), natomiast drugi jak co roku będzie obejmował podbieg pod Alpe Cermis. Bieg odbędzie się na dystansie 9 km zarówno wśród kobiet i mężczyzn i wyłoni zwycięzców ósmej edycji Tour de Ski.

## Kobiety

### 3 km s. dowolnym (prolog)
28 grudnia 2013
 Oberhof, Niemcy
| Poz. | Zawodniczka         | Reprezentacja     | Czas   |
| ---- | ------------------- | ----------------- | ------ |
| 1.   | Marit Bjørgen       | Norwegia          | 6:34,4 |
| 2.   | Astrid Jacobsen     | Norwegia          | +1,9   |
| 3.   | Sylwia Jaśkowiec    | Polska            | +7,0   |
| 4.   | Denise Herrmann     | Niemcy            | +8,4   |
| 5.   | Jessica Diggins     | Stany Zjednoczone | +9,2   |
| 6.   | Anne Kyllönen       | Finlandia         | +9,5   |
| 7.   | Aino-Kaisa Saarinen | Finlandia         | +9,7   |
| 8.   | Alenka Čebašek      | Słowenia          | +10,7  |
| 9.   | Sophie Caldwell     | Stany Zjednoczone | +11,8  |
| 10.  | Kerttu Niskanen     | Finlandia         | +12,0  |
| ...  |                     |                   |        |
| 39.  | Paulina Maciuszek   | Polska            | +27,1  |
| 73.  | Kornelia Kubińska   | Polska            | +43,7  |
| DNS. | Justyna Kowalczyk   | Polska            | —      |

| Poz. | Zawodniczka       | Reprezentacja     | Czas   |
| ---- | ----------------- | ----------------- | ------ |
| 1.   | Marit Bjørgen     | Norwegia          | 6:19,4 |
| 2.   | Astrid Jacobsen   | Norwegia          | +6,9   |
| 3.   | Sylwia Jaśkowiec  | Polska            | +17,0  |
| 4.   | Denise Herrmann   | Niemcy            | +23,4  |
| 5.   | Jessica Diggins   | Stany Zjednoczone | +24,2  |
| ...  |                   |                   |        |
| 39.  | Paulina Maciuszek | Polska            | +42,1  |
| 73.  | Kornelia Kubińska | Polska            | +58,7  |

| Poz. | Zawodniczka      | Reprezentacja | Punkty |
| ---- | ---------------- | ------------- | ------ |
| 1.   | Marit Bjørgen    | Norwegia      | 15     |
| 2.   | Astrid Jacobsen  | Norwegia      | 10     |
| 3.   | Sylwia Jaśkowiec | Polska        | 5      |

### Sprint s. dowolnym
29 grudnia 2013
 Oberhof, Niemcy
| Poz.      | Zawodniczka              | Reprezentacja | Czas   |
| --------- | ------------------------ | ------------- | ------ |
| 1.        | Hanna Erikson            | Szwecja       | 3:25,7 |
| 2.        | Denise Herrmann          | Niemcy        | +0,8   |
| 3.        | Ingvild Flugstad Østberg | Norwegia      | +4,3   |
| 4.        | Nicole Fessel            | Niemcy        | +4,4   |
| 5.        | Marit Bjørgen            | Norwegia      | +4,8   |
| 6.        | Lucia Joas               | Niemcy        | +9,3   |
| Półfinały |                          |               |        |
| 7.        | Therese Johaug           | Norwegia      | —      |
| 8.        | Anne Kyllönen            | Finlandia     | —      |
| 9.        | Gaia Vuerich             | Włochy        | —      |
| 10.       | Hanna Kolb               | Niemcy        | —      |
| 11.       | Evelina Settlin          | Szwecja       | —      |
| 12.       | Sylwia Jaśkowiec         | Polska        | —      |
| ...       |                          |               |        |
| 61.       | Paulina Maciuszek        | Polska        | —      |
| 74.       | Kornelia Kubińska        | Polska        | —      |

| Poz. | Zawodniczka              | Reprezentacja | Czas    |
| ---- | ------------------------ | ------------- | ------- |
| 1.   | Marit Bjørgen            | Norwegia      | 9:08,7  |
| 2.   | Denise Herrmann          | Niemcy        | +18,7   |
| 3.   | Ingvild Flugstad Østberg | Norwegia      | +25,8   |
| 4.   | Astrid Jacobsen          | Norwegia      | +28,2   |
| 5.   | Anne Kyllönen            | Finlandia     | +29,0   |
| ...  |                          |               |         |
| 6.   | Sylwia Jaśkowiec         | Polska        | +34,3   |
| 52.  | Paulina Maciuszek        | Polska        | +1:21,1 |
| 72.  | Kornelia Kubińska        | Polska        | +1:46,1 |

| Poz. | Zawodniczka     | Reprezentacja | Punkty |
| ---- | --------------- | ------------- | ------ |
| 1.   | Marit Bjørgen   | Norwegia      | 37     |
| 2.   | Hanna Erikson   | Szwecja       | 30     |
| 3.   | Denise Herrmann | Niemcy        | 27     |

31 grudnia 2013
 Lenzerheide, Szwajcaria
| Poz.      | Zawodniczka              | Reprezentacja     | Czas   |
| --------- | ------------------------ | ----------------- | ------ |
| 1.        | Ingvild Flugstad Østberg | Norwegia          | 2:58,0 |
| 2.        | Astrid Jacobsen          | Norwegia          | +0,1   |
| 3.        | Denise Herrmann          | Niemcy            | +0,8   |
| 4.        | Laurien van der Graaff   | Szwajcaria        | +2,6   |
| 5.        | Hanna Kolb               | Niemcy            | +4,2   |
| 6.        | Sophie Caldwell          | Stany Zjednoczone | +6,8   |
| Półfinały |                          |                   |        |
| 7.        | Anne Kyllönen            | Finlandia         | —      |
| 8.        | Hanna Erikson            | Szwecja           | —      |
| 9.        | Aurore Jean              | Francja           | —      |
| 10.       | Gaia Vuerich             | Włochy            | —      |
| 11.       | Greta Laurent            | Włochy            | —      |
| 12.       | Heidi Weng               | Norwegia          | —      |
| ...       |                          |                   |        |
| 23.       | Sylwia Jaśkowiec         | Polska            | —      |
| 58.       | Paulina Maciuszek        | Polska            | —      |
| 65.       | Kornelia Kubińska        | Polska            | —      |

| Poz. | Zawodniczka              | Reprezentacja | Czas    |
| ---- | ------------------------ | ------------- | ------- |
| 1.   | Ingvild Flugstad Østberg | Norwegia      | 11:57,4 |
| 2.   | Marit Bjørgen            | Norwegia      | +2,0    |
| 3.   | Denise Herrmann          | Niemcy        | +2,3    |
| 4.   | Astrid Jacobsen          | Norwegia      | +9,0    |
| 5.   | Anne Kyllönen            | Finlandia     | +23,2   |
| ...  |                          |               |         |
| 9.   | Sylwia Jaśkowiec         | Polska        | +43,6   |
| 53.  | Paulina Maciuszek        | Polska        | +1:41,2 |
| 71.  | Kornelia Kubińska        | Polska        | +2:08,4 |

| Poz. | Zawodniczka              | Reprezentacja | Punkty |
| ---- | ------------------------ | ------------- | ------ |
| 1.   | Ingvild Flugstad Østberg | Norwegia      | 54     |
| 2.   | Denise Herrmann          | Niemcy        | 51     |
| 3.   | Hanna Erikson            | Szwecja       | 45     |

### 10 km s. klasycznym (start masowy)
1 stycznia 2014
 Lenzerheide, Szwajcaria
| Poz. | Zawodniczka              | Reprezentacja | Czas    |
| ---- | ------------------------ | ------------- | ------- |
| 1.   | Kerttu Niskanen          | Finlandia     | 26:27,4 |
| 2.   | Astrid Jacobsen          | Norwegia      | +0,4    |
| 3.   | Therese Johaug           | Norwegia      | +1,1    |
| 4.   | Heidi Weng               | Norwegia      | +1,9    |
| 5.   | Aino-Kaisa Saarinen      | Finlandia     | +2,5    |
| 6.   | Anne Kyllönen            | Finlandia     | +23,9   |
| 7.   | Eva Nývltová             | Czechy        | +24,5   |
| 8.   | Olga Kuziukowa           | Rosja         | +25,1   |
| 9.   | Hanna Erikson            | Szwecja       | +25,8   |
| 10.  | Ingvild Flugstad Østberg | Norwegia      | +29,8   |
| ...  |                          |               |         |
| 29.  | Paulina Maciuszek        | Polska        | +1:10,5 |
| 43.  | Sylwia Jaśkowiec         | Polska        | +1:53,8 |
| 52.  | Kornelia Kubińska        | Polska        | +2:18,3 |

| Poz. | Zawodniczka              | Reprezentacja | Czas    |
| ---- | ------------------------ | ------------- | ------- |
| 1.   | Astrid Jacobsen          | Norwegia      | 38:14,2 |
| 2.   | Ingvild Flugstad Østberg | Norwegia      | +35,4   |
| 3.   | Kerttu Niskanen          | Finlandia     | +36,8   |
| 4.   | Therese Johaug           | Norwegia      | +44,7   |
| 5.   | Aino-Kaisa Saarinen      | Finlandia     | +54,0   |
| ...  |                          |               |         |
| 26.  | Sylwia Jaśkowiec         | Polska        | +2:48,0 |
| 34.  | Paulina Maciuszek        | Polska        | +3:02,3 |
| 58.  | Kornelia Kubińska        | Polska        | +4:37,3 |

| Poz. | Zawodniczka              | Reprezentacja | Punkty |
| ---- | ------------------------ | ------------- | ------ |
| 1.   | Ingvild Flugstad Østberg | Norwegia      | 59     |
| 2.   | Astrid Jacobsen          | Norwegia      | 55     |
| 3.   | Denise Herrmann          | Niemcy        | 51     |

### 15 km s. dowolnym (handicap)
3 stycznia 2014
 Toblach, Włochy
| Poz. | Zawodniczka          | Reprezentacja | Czas    |
| ---- | -------------------- | ------------- | ------- |
| 1.   | Astrid Jacobsen      | Norwegia      | 37:30,3 |
| 2.   | Therese Johaug       | Norwegia      | +38,7   |
| 3.   | Anne Kyllönen        | Finlandia     | +1:12,2 |
| 4.   | Kerttu Niskanen      | Finlandia     | +1:22,5 |
| 5.   | Krista Lähteenmäki   | Finlandia     | +1:31,7 |
| 6.   | Eva Vrabcova-Nývtová | Czechy        | +1:31,7 |
| 7.   | Aurore Jean          | Francja       | +1:32,0 |
| 8.   | Heidi Weng           | Norwegia      | +1:32,3 |
| 9.   | Aino-Kaisa Saarinen  | Finlandia     | +2:19,2 |
| 10.  | Sara Lindborg        | Szwecja       | +2:20,6 |
| ...  |                      |               |         |
| 22.  | Paulina Maciuszek    | Polska        | +3:27,1 |
| 49.  | Kornelia Kubińska    | Polska        | +7:01,0 |
| DNS. | Sylwia Jaśkowiec     | Polska        | —       |

| Msc. | Zawodniczka        | Reprezentacja | Czas      |
| ---- | ------------------ | ------------- | --------- |
| 1.   | Astrid Jacobsen    | Norwegia      | 1:15:29,5 |
| 2.   | Therese Johaug     | Norwegia      | +43,7     |
| 3.   | Anne Kyllönen      | Finlandia     | +1:22,2   |
| 4.   | Kerttu Niskanen    | Finlandia     | +1:37,5   |
| 5.   | Krista Lähteenmäki | Finlandia     | +1:46,7   |
| ...  |                    |               |           |
| 22.  | Paulina Maciuszek  | Polska        | +3:42,1   |
| 49.  | Kornelia Kubińska  | Polska        | +7:16,0   |
| DNF  | Sylwia Jaśkowiec   | Polska        | DNF       |

| Poz. | Zawodniczka     | Reprezentacja | Punkty |
| ---- | --------------- | ------------- | ------ |
| 1.   | Astrid Jacobsen | Norwegia      | 74     |
| 2.   | Therese Johaug  | Norwegia      | 42     |
| 3.   | Kerttu Niskanen | Finlandia     | 38     |

### 5 km s. klasycznym
4 stycznia 2014
 Val di Fiemme, Włochy
| Poz. | Zawodniczka         | Reprezentacja     | Czas    |
| ---- | ------------------- | ----------------- | ------- |
| 1.   | Therese Johaug      | Norwegia          | 13:58,4 |
| 2.   | Astrid Jacobsen     | Norwegia          | +14,9   |
| 3.   | Anne Kyllönen       | Finlandia         | +19,2   |
| 4.   | Kerttu Niskanen     | Finlandia         | +19,7   |
| 5.   | Krista Lähteenmäki  | Finlandia         | +21,4   |
| 6.   | Heidi Weng          | Norwegia          | +22,9   |
| 7.   | Aino-Kaisa Saarinen | Finlandia         | +23,3   |
| 8.   | Masako Ishida       | Japonia           | +25,8   |
| 9.   | Sara Lindborg       | Szwecja           | +30,0   |
| 10.  | Jessica Diggins     | Stany Zjednoczone | +30,3   |
| ...  |                     |                   |         |
| 27.  | Paulina Maciuszek   | Polska            | +1:08,3 |

| Msc. | Zawodniczka        | Reprezentacja | Czas      |
| ---- | ------------------ | ------------- | --------- |
| 1.   | Astrid Jacobsen    | Norwegia      | 1:29:32,8 |
| 2.   | Therese Johaug     | Norwegia      | +23,8     |
| 3.   | Anne Kyllönen      | Finlandia     | +1:31,5   |
| 4.   | Kerttu Niskanen    | Finlandia     | +1:52,3   |
| 5.   | Krista Lähteenmäki | Finlandia     | +2:03,2   |
| ...  |                    |               |           |
| 22.  | Paulina Maciuszek  | Polska        | +4:45,5   |

| Poz. | Zawodniczka     | Reprezentacja | Punkty |
| ---- | --------------- | ------------- | ------ |
| 1.   | Astrid Jacobsen | Norwegia      | 84     |
| 2.   | Therese Johaug  | Norwegia      | 57     |
| 3.   | Anne Kyllönen   | Finlandia     | 43     |

### 9 km s. dowolnym (handicap)
5 stycznia 2014
 Val di Fiemme, Włochy
| Poz. | Zawodniczka         | Reprezentacja     | Czas    |
| ---- | ------------------- | ----------------- | ------- |
| 1.   | Therese Johaug      | Norwegia          | 34:19,8 |
| 2.   | Astrid Jacobsen     | Norwegia          | +44,2   |
| 3.   | Liz Stephen         | Stany Zjednoczone | +58,7   |
| 4.   | Heidi Weng          | Norwegia          | +1:08,7 |
| 5.   | Masako Ishida       | Japonia           | +1:14,9 |
| 6.   | Krista Lähteenmäki  | Finlandia         | +1:16,7 |
| 7.   | Katrin Zeller       | Niemcy            | +1:45,8 |
| 8.   | Kerttu Niskanen     | Finlandia         | +1:49,6 |
| 9.   | Aino-Kaisa Saarinen | Finlandia         | +1:50,4 |
| 10.  | Maria Rydqvist      | Szwecja           | +1:52,4 |
| ...  |                     |                   |         |
| 24.  | Paulina Maciuszek   | Polska            | +2:48,6 |

| Poz. | Zawodniczka        | Reprezentacja | Czas        |
| ---- | ------------------ | ------------- | ----------- |
| 1.   | Therese Johaug     | Norwegia      | 2:04:16,4 h |
| 2.   | Astrid Jacobsen    | Norwegia      | +20,4       |
| 3.   | Heidi Weng         | Norwegia      | +2:50,4     |
| 4.   | Krista Lähteenmäki | Finlandia     | +2:56,1     |
| 5.   | Kerttu Niskanen    | Finlandia     | +3:18,1     |

| Poz. | Zawodniczka     | Reprezentacja | Punkty |
| ---- | --------------- | ------------- | ------ |
| 1.   | Astrid Jacobsen | Norwegia      | 84     |
| 2.   | Therese Johaug  | Norwegia      | 57     |
| 3.   | Anne Kyllönen   | Finlandia     | 43     |

## Mężczyźni

### 4,5 km s. dowolnym (prolog)
28 grudnia 2013
 Oberhof, Niemcy
| Poz. | Zawodnik               | Reprezentacja | Czas   |
| ---- | ---------------------- | ------------- | ------ |
| 1.   | Alex Harvey            | Kanada        | 9:03,4 |
| 2.   | Devon Kershaw          | Kanada        | +4,1   |
| 3.   | Chris Jespersen        | Norwegia      | +10,2  |
| 4.   | Ilja Czernousow        | Rosja         | +13,4  |
| 5.   | Robin Duvillard        | Francja       | +13,8  |
| 6.   | Martin Johnsrud Sundby | Norwegia      | +14,4  |
| 7.   | Jens Eriksson          | Szwecja       | +15,5  |
| 8.   | Sami Jauhojärvi        | Finlandia     | +15,7  |
| 9.   | Finn Hågen Krogh       | Norwegia      | +16,6  |
| 10.  | Aivar Rehemaa          | Estonia       | +16,8  |
| ...  |                        |               |        |
| 70.  | Maciej Staręga         | Polska        | +40,1  |
| 94.  | Jan Antolec            | Polska        | +54,6  |
| 97.  | Sebastian Gazurek      | Polska        | +59,1  |
| DNS. | Maciej Kreczmer        | Polska        | –      |

| Poz. | Zawodnik          | Reprezentacja | Czas    |
| ---- | ----------------- | ------------- | ------- |
| 1.   | Alex Harvey       | Kanada        | 8:48,4  |
| 2.   | Devon Kershaw     | Kanada        | +9,1    |
| 3.   | Chris Jespersen   | Norwegia      | +20,2   |
| 4.   | Ilja Czernousow   | Rosja         | +28,4   |
| 5.   | Robin Duvillard   | Francja       | +28,8   |
| ...  |                   |               |         |
| 70.  | Maciej Staręga    | Polska        | +55,1   |
| 94.  | Jan Antolec       | Polska        | +1:09,6 |
| 97.  | Sebastian Gazurek | Polska        | +1:14,1 |

| Poz. | Zawodnik        | Reprezentacja | Punkty |
| ---- | --------------- | ------------- | ------ |
| 1.   | Alex Harvey     | Kanada        | 15     |
| 2.   | Devon Kershaw   | Kanada        | 10     |
| 3.   | Chris Jespersen | Norwegia      | 5      |

### Sprint s. dowolnym
29 grudnia 2013
 Oberhof, Niemcy
| Poz.      | Zawodnik               | Reprezentacja     | Czas   |
| --------- | ---------------------- | ----------------- | ------ |
| 1.        | Calle Halfvarsson      | Szwecja           | 2:52,8 |
| 2.        | Federico Pellegrino    | Włochy            | +0,3   |
| 3.        | Martin Johnsrud Sundby | Norwegia          | +1,8   |
| 4.        | Jens Eriksson          | Szwecja           | +5,5   |
| 5.        | Josef Wenzl            | Niemcy            | +8,6   |
| 6.        | Petter Northug         | Norwegia          | +32,3  |
| Półfinały |                        |                   |        |
| 7.        | Sebastian Eisenlauer   | Niemcy            | —      |
| 8.        | Jewgienij Biełow       | Rosja             | —      |
| 9.        | Aleksandr Legkow       | Rosja             | —      |
| 10.       | Andrew Newell          | Stany Zjednoczone | —      |
| 11.       | Alex Harvey            | Kanada            | —      |
| 12.       | Aleš Razým             | Czechy            | —      |
| ...       |                        |                   |        |
| 16.       | Maciej Staręga         | Polska            | —      |
| 80.       | Jan Antolec            | Polska            | —      |
| 93.       | Sebastian Gazurek      | Polska            | —      |

| Poz. | Zawodnik               | Reprezentacja | Czas    |
| ---- | ---------------------- | ------------- | ------- |
| 1.   | Alex Harvey            | Kanada        | 11:26,1 |
| 2.   | Calle Halfvarsson      | Szwecja       | +20,2   |
| 3.   | Devon Kershaw          | Kanada        | +21,8   |
| 4.   | Jens Eriksson          | Szwecja       | +21,9   |
| 5.   | Martin Johnsrud Sundby | Norwegia      | +26,8   |
| ...  |                        |               |         |
| 45.  | Maciej Staręga         | Polska        | +1:13,3 |
| 91.  | Jan Antolec            | Polska        | +1:40,9 |
| 99.  | Sebastian Gazurek      | Polska        | +1:49,6 |

| Poz. | Zawodnik            | Reprezentacja | Punkty |
| ---- | ------------------- | ------------- | ------ |
| 1.   | Calle Halfvarsson   | Szwecja       | 30     |
| 2.   | Federico Pellegrino | Włochy        | 27     |
| 2.   | Alex Harvey         | Kanada        | 27     |

31 grudnia 2013
 Lenzerheide, Szwajcaria
| Poz.      | Zawodnik               | Reprezentacja     | Czas   |
| --------- | ---------------------- | ----------------- | ------ |
| 1.        | Simi Hamilton          | Stany Zjednoczone | 2:37,0 |
| 2.        | Alex Harvey            | Kanada            | +0,3   |
| 3.        | Martin Johnsrud Sundby | Norwegia          | +0,7   |
| 4.        | Federico Pellegrino    | Włochy            | +0,9   |
| 5.        | Finn Hågen Krogh       | Norwegia          | +1,6   |
| 6.        | Calle Halfvarsson      | Szwecja           | +3,0   |
| Półfinały |                        |                   |        |
| 7.        | Petter Northug         | Norwegia          | —      |
| 8.        | Andrew Newell          | Stany Zjednoczone | —      |
| 9.        | Ilja Czernousow        | Rosja             | —      |
| 10.       | Tim Tscharnke          | Niemcy            | —      |
| 11.       | Josef Wenzl            | Niemcy            | —      |
| 12.       | Eligius Tambornino     | Szwajcaria        | —      |
| ...       |                        |                   |        |
| 14.       | Maciej Staręga         | Polska            | —      |
| 81.       | Jan Antolec            | Polska            | —      |
| 91.       | Sebastian Gazurek      | Polska            | —      |

| Poz. | Zawodnik               | Reprezentacja | Czas    |
| ---- | ---------------------- | ------------- | ------- |
| 1.   | Alex Harvey            | Kanada        | 13:38,3 |
| 2.   | Calle Halfvarsson      | Szwecja       | +22,7   |
| 3.   | Martin Johnsrud Sundby | Norwegia      | +27,0   |
| 4.   | Petter Northug         | Norwegia      | +43,7   |
| 5.   | Jens Eriksson          | Szwecja       | +44,3   |
| ...  |                        |               |         |
| 31.  | Maciej Staręga         | Polska        | +1:31,9 |
| 88.  | Jan Antolec            | Polska        | +2:14,7 |
| 96.  | Sebastian Gazurek      | Polska        | +2:27,6 |

| Poz. | Zawodnik            | Reprezentacja | Punkty |
| ---- | ------------------- | ------------- | ------ |
| 1.   | Alex Harvey         | Kanada        | 54     |
| 2.   | Calle Halfvarsson   | Szwecja       | 51     |
| 3.   | Federico Pellegrino | Włochy        | 50     |

### 15 km s. klasycznym (start masowy)
1 stycznia 2014
 Lenzerheide, Szwajcaria
| Poz. | Zawodnik            | Reprezentacja | Czas    |
| ---- | ------------------- | ------------- | ------- |
| 1.   | Aleksiej Połtoranin | Kazachstan    | 34:28,1 |
| 2.   | Hannes Dotzler      | Niemcy        | +0,6    |
| 3.   | Stanisław Wołżencew | Rosja         | +1,0    |
| 4.   | Thomas Bing         | Niemcy        | +1,1    |
| 5.   | Daniel Richardsson  | Szwecja       | +4,0    |
| 6.   | Sami Jauhojärvi     | Finlandia     | +4,0    |
| 7.   | Jens Filbrich       | Niemcy        | +6,9    |
| 8.   | Siergiej Turyszew   | Rosja         | +7,9    |
| 9.   | Sjur Røthe          | Norwegia      | +7,9    |
| 10.  | Ilja Czernousow     | Rosja         | +8,9    |
| ...  |                     |               |         |
| 84.  | Maciej Staręga      | Polska        | +2:53,2 |
| 89.  | Sebastian Gazurek   | Polska        | +5:01,4 |
| 90.  | Jan Antolec         | Polska        | +5:29,4 |

| Poz. | Zawodnik               | Reprezentacja | Czas    |
| ---- | ---------------------- | ------------- | ------- |
| 1.   | Martin Johnsrud Sundby | Norwegia      | 48:13,6 |
| 2.   | Calle Halfvarsson      | Szwecja       | +31,7   |
| 3.   | Alex Harvey            | Kanada        | +35,3   |
| 4.   | Petter Northug         | Norwegia      | +37,3   |
| 5.   | Ilja Czernousow        | Rosja         | +43,2   |
| ...  |                        |               |         |
| 77.  | Maciej Staręga         | Polska        | +4:19,4 |
| 89.  | Sebastian Gazurek      | Polska        | +7:21,8 |
| 90.  | Jan Antolec            | Polska        | +7:36,9 |

| Poz. | Zawodnik               | Reprezentacja | Punkty |
| ---- | ---------------------- | ------------- | ------ |
| 1.   | Martin Johnsrud Sundby | Norwegia      | 78     |
| 2.   | Calle Halfvarsson      | Szwecja       | 59     |
| 3.   | Alex Harvey            | Kanada        | 57     |

### 35 km s. dowolnym (handicap)
3 stycznia 2014
 Toblach, Włochy
| Poz. | Zawodnik               | Reprezentacja | Czas      |
| ---- | ---------------------- | ------------- | --------- |
| 1.   | Martin Johnsrud Sundby | Norwegia      | 1:20:18,7 |
| 2.   | Petter Northug         | Norwegia      | +58,2     |
| 3.   | Alex Harvey            | Kanada        | +58,7     |
| 4.   | Calle Halfvarsson      | Szwecja       | +59,0     |
| 5.   | Aleksandr Legkow       | Rosja         | +59,7     |
| 6.   | Chris Jespersen        | Norwegia      | +1:00,5   |
| 7.   | Ilja Czernousow        | Rosja         | +1:03,5   |
| 8.   | Ville Nousiainen       | Finlandia     | +1:55,4   |
| 9.   | Tord Asle Gjerdalen    | Norwegia      | +1:55,6   |
| 10.  | Sjur Røthe             | Norwegia      | +1:55,8   |
| ...  |                        |               |           |
| DNS. | Maciej Staręga         | Polska        | —         |
| DNS. | Sebastian Gazurek      | Polska        | —         |
| DNS. | Jan Antolec            | Polska        | —         |

| Poz. | Zawodnik               | Reprezentacja | Punkty    |
| ---- | ---------------------- | ------------- | --------- |
| 1.   | Martin Johnsrud Sundby | Norwegia      | 2:08:17,3 |
| 2.   | Petter Northug         | Norwegia      | +1:03,2   |
| 3.   | Alex Harvey            | Kanada        | +1:08,7   |
| 4.   | Calle Halfvarsson      | Szwecja       | +1:14,0   |
| 5.   | Aleksandr Legkow       | Rosja         | +1:14,7   |
| ...  |                        |               |           |
| DNF  | Maciej Staręga         | Polska        | DNF       |
| DNF  | Sebastian Gazurek      | Polska        | DNF       |
| DNF  | Jan Antolec            | Polska        | DNF       |

| Poz. | Zawodnik               | Reprezentacja | Punkty |
| ---- | ---------------------- | ------------- | ------ |
| 1.   | Martin Johnsrud Sundby | Norwegia      | 93     |
| 2.   | Alex Harvey            | Kanada        | 62     |
| 3.   | Calle Halfvarsson      | Szwecja       | 59     |

### 10 km s. klasycznym
4 stycznia 2014
 Val di Fiemme, Włochy
| Poz. | Zawodnik               | Reprezentacja | Czas    |
| ---- | ---------------------- | ------------- | ------- |
| 1.   | Petter Northug         | Norwegia      | 24:45,6 |
| 2.   | Martin Johnsrud Sundby | Norwegia      | +9,7    |
| 3.   | Chris Jespersen        | Norwegia      | +16,0   |
| 4.   | Sjur Røthe             | Norwegia      | +29,0   |
| 5.   | Alex Harvey            | Kanada        | +35,5   |
| 6.   | Hannes Dotzler         | Niemcy        | +38,0   |
| 7.   | Didrik Tønseth         | Norwegia      | +44,3   |
| 8.   | Matti Heikkinen        | Finlandia     | +49,6   |
| 9.   | Ilja Czernousow        | Rosja         | +50,2   |
| 10.  | Calle Halfvarsson      | Szwecja       | +50,4   |

| Poz. | Zawodnik               | Reprezentacja | Czas      |
| ---- | ---------------------- | ------------- | --------- |
| 1.   | Martin Johnsrud Sundby | Norwegia      | 2:33:02,6 |
| 2.   | Petter Northug         | Norwegia      | +48,5     |
| 3.   | Chris Jespersen        | Norwegia      | +1:26,8   |
| 4.   | Alex Harvey            | Kanada        | +1:44,5   |
| 5.   | Calle Halfvarsson      | Szwecja       | +2:04,7   |

| Poz. | Zawodnik               | Reprezentacja | Punkty |
| ---- | ---------------------- | ------------- | ------ |
| 1.   | Martin Johnsrud Sundby | Norwegia      | 103    |
| 2.   | Petter Northug         | Norwegia      | 72     |
| 3.   | Alex Harvey            | Kanada        | 62     |

### 9 km s. dowolny (handicap)
5 stycznia 2014
 Val di Fiemme, Włochy
| Poz. | Zawodnik            | Reprezentacja   | Czas    |
| ---- | ------------------- | --------------- | ------- |
| 1.   | Chris Jespersen     | Norwegia        | 31:58,8 |
| 2.   | Sjur Røthe          | Norwegia        | +6,4    |
| 3.   | Ivan Babikov        | Kanada          | +15,3   |
| 4.   | Robin Duvillard     | Francja         | +15,9   |
| 5.   | Niklas Dyrhaug      | Norwegia        | +19,7   |
| 6.   | Giorgio Di Centa    | Włochy          | +22,9   |
| 7.   | Tord Asle Gjerdalen | Norwegia        | +27,6   |
| 8.   | Andrew Musgrave     | Wielka Brytania | +28,1   |
| 9.   | Sami Jauhojärvi     | Finlandia       | +33,7   |
| 10.  | Jean Marc Gaillard  | Francja         | +36,5   |

| Poz. | Zawodnik               | Reprezentacja | Czas      |
| ---- | ---------------------- | ------------- | --------- |
| 1.   | Martin Johnsrud Sundby | Norwegia      | 3:05:52,2 |
| 2.   | Chris Jespersen        | Norwegia      | +36,0     |
| 3.   | Petter Northug         | Norwegia      | +1:49,5   |
| 4.   | Sjur Røthe             | Norwegia      | +1:55,7   |
| 5.   | Aleksandr Legkow       | Rosja         | +2:33,6   |

| Poz. | Zawodnik               | Reprezentacja | Punkty |
| ---- | ---------------------- | ------------- | ------ |
| 1.   | Martin Johnsrud Sundby | Norwegia      | 103    |
| 2.   | Petter Northug         | Norwegia      | 72     |
| 3.   | Alex Harvey            | Kanada        | 62     |